# Петкан или чистилището на Пасифика
„Петкан или чистилището на Пасифика“ (на френски: Vendredi ou les Limbes du Pacifique) е роман на френския писател Мишел Турние, издаден през 1967 година.
Сюжетът е съвременна преинтерпретация на класическия роман „Робинзон Крузо“ на Даниел Дефо, в която главният герой претърпява дълбока трансформация и решава да остане да живее на изолирания си остров, дори когато получава възможност да го напусне. Книгата получава Голямата награда за роман на Френската академия.
„Петкан или чистилището на Пасифика“ е издадена на български език през 1985 година в превод на Мария Георгиева.
През 1971 година Турние издава преработка на романа, предназначена за юноши, озаглавена „Петкан, или дивият живот“.